# 丸野 (名古屋市)
丸野（まるの）は、愛知県名古屋市西区の地名。現行行政地名は丸野一丁目及び丸野二丁目。住居表示未実施。

## 地理
南から1丁目・2丁目と付番されている。全体として工場・事業所が多く、その中に住宅が多少所在するという状態である。また、城北線の高架以北には空き地がついたてで隠された状態で所在している。

## 歴史

### 沿革
- 1972年（昭和47年） - 西区山田町大字平田の一部より成立。

## 世帯数と人口
2019年（平成31年）2月1日現在の世帯数と人口は以下の通りである。
| 丁目       | 世帯数  | 人口  |
| ---------- | ------- | ----- |
| 丸野一丁目 | 14世帯  | 24人  |
| 丸野二丁目 | 93世帯  | 150人 |
| 計         | 107世帯 | 174人 |

## 学区
市立小・中学校に通う場合、学校等は以下の通りとなる。また、公立高等学校に通う場合の学区は以下の通りとなる。
| 丁目       | 番・番地等 | 小学校               | 中学校               | 高等学校 |
| ---------- | ---------- | -------------------- | -------------------- | -------- |
| 丸野一丁目 | 全域       | 名古屋市立浮野小学校 | 名古屋市立平田中学校 | 尾張学区 |
| 丸野二丁目 | 全域       | 名古屋市立平田小学校 | 名古屋市立平田中学校 | 尾張学区 |

## 交通

### 鉄道
町内中央を東西にJR東海交通事業城北線が高架にて横断するが駅はない。

### バス
- 名古屋市営バス（名古屋市交通局）
  - 平田中学校停留所

## 施設
- 名古屋市上下水道局平田処理場内ポンプ所
- 名古屋市上下水道局北部管路事務所平田事務所
- 松池南公園[8]

## その他

### 日本郵便
- 郵便番号 : 452-0835[3]（集配局：名古屋西郵便局[9]）。